# Biotopo Palude Lago di Vizze
Il Biotopo Palude Lago di Vizze (in lingua tedesca Pfitscher Seemoor) è un'area naturale protetta dell'Alto Adige istituita nel 1985.
Occupa una superficie di 8,75 ha in Val di Vizze nella provincia autonoma di Bolzano, e si trova in località Avenes-Novale (Afens-Ried), a circa metà della vallata.